# Empoasca occidentalis
Empoasca occidentalis är en insektsart som beskrevs av Delong och Davidson 1935. Empoasca occidentalis ingår i släktet Empoasca och familjen dvärgstritar. Inga underarter finns listade i Catalogue of Life.